# فراتيس الرابع
فراتيس الرابع (يُكتب أيضًا فرهاد الرابع؛ وباللغة الفرثية:𐭐𐭓𐭇𐭕 فرهات) هو ملك الملوك في الإمبراطورية الفرثية، استمر حكمه منذ عام 37 إلى العام الثاني قبل الميلاد. كان ابن أورودس الثاني (الذي حكم بين عامي 57-37 قبل الميلاد) وخَلَفَهُ الذي تسلّم العرش بعد وفاة شقيقه باكوروس الأول. سرعان ما قتل فراتيس الرابع جميع أخوته، ومن المحتمل أنه قتل والده أيضًا. أدت أفعاله تلك إلى استياء الأرمن ونفور بعض أشراف قومه، بمن فيهم المونيزيز الوجهاء، الذين فروا إلى ماركوس أنطونيوس، أحد أعضاء الحكم الثلاثي الروماني، لكنهم ما لبثوا أن عادوا وأجروا مصالحة مع فراتيس الرابع من جديد.
تعرّض فراتيس الرابع في العام 37 قبل الميلاد، لهجوم من ماركوس أنطونيوس الذي سار بجيشه عبر مملكة أرمينيا إلى ميديا أترو باتين، لكن أنطونيوس هُزم وخسر الجزء الأكبر من جيشه. اعتقد أنطونيوس أنه وقع ضحية خيانة أرتافاسديس الثاني، ملك أرمينيا، فغزا مملكته في العام 34 قبل الميلاد وأخذه أسيرًا وأبرم معاهدة مع أرتافاسديس الأول ملك ميديا أترو باتين. ولكن عندما اندلعت الحرب مع أغسطس قيصر (أوكتافيان)، لم يستطع أنطونيوس الحفاظ على فتوحاته؛ استعاد فراتيس الرابع ميديا أترو باتين وجعل أرضاشيس الثاني، ابن أرتافاسديس الثاني، ملكًا على أرمينيا.
في الوقت ذاته تقريبًا، استولى تيريدات الثاني على عرش فراتيس الرابع، لكن فراتيس تمكن من إعادة تأسيس حكمه بمساعدة البدو السكوثيين. هرب تيريدات إلى الرومانيين آخذًا معه أحد أبناء فراتيس الرابع. ورتب هذا الأخير أمر الإفراج عن ابنه المختطف من خلال المفاوضات التي جرت بينه وبين تيريدات في العام 20 قبل الميلاد. في المقابل، استوفى الرومان رموز الفيلق التي خسروها في معركة كارهاي في عام 53 قبل الميلاد، واستردوا كذلك كل أسرى الحرب الناجين. نظر الفرثيون إلى هذا التبادل على أنه ثمن ضئيل لا بد من دفعه في سبيل استعادة الأمير الأسير.
إلى جانب الإفراج عن الأمير المختطف، أهدى أوكتافيان (المعروف اليوم باسم أغسطس قيصر) فراتيس الرابع، جارية إيطالية تدعى موزا، سرعان ما أصبحت ملكة ومفضلة لدى فراتيس الرابع وأنجبت ابنه (فراتيس الخامس). أقنعت موزا زوجها الملك إرسال أبنائه الأربعة الأوائل (فونونيس الأول وفراتيس وسيراسبانديس وروداسبس) إلى روما تفاديًا للصراع على الخلافة من بعده، سعيًا منها للتأمين على عرش ابنها. في العام الثاني قبل الميلاد، دسّت موزا السم لزوجها فراتيس الرابع وجعلت من نفسها وصيّة على حكم الإمبراطورية مع ابنها فراتيس الخامس.

## أصل الاسم
فراتيس هو الشكل اليوناني من الاسم الفرثي فرهات، وهو نفسه مشتق من اللغة الإيرانية القديمة بمعنى (المكتَسب، المستحَق). أما النسخة الفرثية العصرية من الاسم فهي فرهاد.

## توطيد سلطته
قُتل وريث العرش الفرثي، باكوروس الأول في معركة جبل غيندروس على يد القوات الرومانية في عام 38 قبل الميلاد. أثارت وفاته أزمة خلافة، تخلى فيها والده أورودس الثاني (الذي حكم بين عامي 57-37 قبل الميلاد) المنكوب بوفاة ابنه المفضل، عن العرش لابنه الآخر فراتيس الرابع. توفي أورودس الثاني بعد ذلك بوقت قصير، وما يزال سبب وفاته غير مؤكد. وفقًا لكاسيوس ديو، فقد توفي إما بسبب الحزن على وفاة ابنه باكوروس أو بسبب الشيخوخة. مع ذلك، يذكر الفيلسوف والمؤرخ اليوناني بلوتارخس، أن أورودس قُتل على يد ابنه فراتيس الرابع. أعدم فراتيس الرابع جميع إخوته غير الأشقاء -أبناء أورودس من زوجته لاوديكيا الفرثية من مملكة كوماجيني - خوفًا من أن يصبح عرشه معرضًا للخطر، يعود ذلك جزئيًا إلى أن نسبهم من والدتهم أعرق من نسبه. وربما قُتلت لاوديكيا أيضًا.
أرسل فراتيس الرابع أنصار إخوته وخصومه إلى المنفى. فرّ أحد المنفيين ويدعى مونيسيس، وهو نبيل فرثي كان قائدًا عسكريًا في عهد أورودس الثاني، إلى سورية حيث لجأ إلى ماركوس أنطونيوس، أحد أعضاء الحكم الثلاثي الروماني. حثَّ مونيسيس أنطونيوس على مهاجمة الإمبراطورية الفرثية متعهدًا قيادة القوات وغزو الإمبراطورية دون أي صعوبات. وضع أنطونيوس ثلاث مدن في عهدة مونيسيس هي، شيزر ومنبج والرستن، ووعده بالعرش الفرثي. في الوقت ذاته تقريبًا، أعاد أنطونيوس الحكم الروماني في القدس وأعدم الملك الفرثي أنتيجونوس الحشموني الذي كان عبارة عن مجرد حاكم دمية، ليجيء بعده هيرودس العظيم (الأول). تضررت العلاقات كذلك بين المملكة الفرثية وأرمنينا، بسبب وفاة باكوروس الأول (الذي كان متزوجًا من السلالة الملكية الأرمنية) ومعاملة فراتيس الرابع السيئة لإخوته وبعض النبلاء، الأمر الذي ضايق الأرمنيين. أخذ الفرثيون انشقاق مونيسيس على محمل الجد، ونتيجة لذلك دعا فراتيس الرابع مونيسيس للعودة إلى البلاد وعقد صلحًا معه.

## الحرب مع ماركوس أنطونيوس
عندما سار ماركوس أنطونيوس بجيشه في العام التالي إلى مدينة أرضُرُّوم، انشق أرتافاسديس الثاني ملك أرمينيا وانضم إلى الجانب الروماني بإرساله قوات إضافية إلى جيش أنطونيوس. غزا أنطونيوس ميديا أترو باتين التي حكمها آنذاك حليف المملكة الفرثية أرتافاسديس الأول، بقصد الاستيلاء على العاصمة براسبا، التي أصبح موقعها اليوم غير معروف. على أي حال، نصب فراتيس الرابع كمينًا للفرقة الخلفية لجيش أنطونيوس، مدمرًا مِدقًا ضخمًا كان مخصصًا ضمن معدات حصار براسبا؛ تخلى أرتافاسديس الثاني عن قوات أنطونيوس بعد ذلك. طارد الفرثيون جيش أنطونيوس وضايقوه في أثناء فراره إلى أرمينيا، لتصل تلك القوة المنهكة بشدة في النهاية إلى سورية. ستصبح هزيمة أنطونيوس إلى جانب هزيمة كراسوس في معركة كارهاي في عام 53 قبل الميلاد، هزيمة يتذكرها الرومان مدة طويلة، وستكون المحرض غالبًا على غزو المملكة الفرثية في أحداثٍ لاحقة. بعد ذلك، استدرج أنطونيوس أرتافاسديس الثاني إلى كمينٍ واعدًا إياه بتحالف زواج. أُسر أرتافاسديس الثاني في عام 34 قبل الميلاد واستُعرض ضمن تقليد احتفال النصر الروماني لأنطونيوس في الإسكندرية في مصر، ليُعدم في النهاية على يد كليوباترا السابعة من المملكة البطلمية. حاول أنطونيوس إقامة تحالف مع أرتافاسديس الأول، ملك ميديا أترو باتين، الذي توترت العلاقات بينه وبين فراتيس الرابع مؤخرًا، لكنه تخلى عن هذه الفكرة عندما انسحب مع قواته من أرمينيا في عام 33 قبل الميلاد؛ فقد نجوا من غزو فرثي بينما هاجم منافس أنطونيوس، أوكتافيان، قواته في الغرب. وفقًا لكاسيوس ديو، قتل فراتيس الرابع الملك الكوماجيني أنطيوخس الأول نحو عام 31 قبل الميلاد. وكان ذلك بعد انتحار أنطونيوس في مصر، وتلاه انتحار زوجته كليوباترا في عام 30 قبل الميلاد، ليعيد الحليف الفرثي، أرضاشيس الثاني عرش أرمينيا.

## انقلاب قصير، مراسلات دبلوماسية مع أغسطس، ووفاته
عزز أوكتافيان سلطته السياسية بعد هزيمة أنطونيوس وكليوباترا في مصر البطلمية، في معركة أكتيوم في عام 31 قبل الميلاد، وفي عام 27 قبل الميلاد سمي أغسطس من قبل مجلس الشيوخ الروماني، ليصبح أول إمبراطور روماني. في هذا الوقت تقريبًا، أطاح تيريدات الثاني من المملكة الفرثية بالملك فراتيس الرابع لمدة وجيزة، لكن فراتيس الرابع تمكن من إعادة تأسيس حكمه بسرعة بمساعدة البدو السكوثيين. هرب تيريدات إلى الرومان آخذًا معه أحد أبناء فراتيس الرابع. أجرى هذا الأخير مفاوضات مع تيريدات في العام 20 قبل الميلاد، من أجل الإفراج عن ابنه المختطف. في المقابل، استوفى الرومان رموز الفيلق التي خسروها في معركة كارهاي في عام 53 قبل الميلاد، واستردوا كذلك كل أسرى الحرب الناجين. نظر الفرثيون إلى هذا التبادل على أنه ثمن ضئيل لا بد من دفعه في سبيل استعادة الأمير الأسير. أشاد أغسطس بعودة تلك الرموز الحربية باعتبارها انتصارًا سياسيًا على المملكة الفرثية؛ احتُفل بهذا التطبيل الدعائي من خلال سك عملات معدنية جديدة وبناء معبد جديد (منتدى أغسطس) لحفظ تلك الرموز، بالإضافة إلى حفظ قطع فنية أخرى مثل الدرع الحربية الموجودة على تمثال أغسطس بريما بورتا.